# Союз-14
Союз-14 — пілотований космічний корабель серії «Союз». Перша експедиція до орбітальної станції «Салют-3».

## Екіпаж
- Основний

Командир Попович Павло Романович
Бортінженер Артюхін Юрій Петрович
- Дублерний

Командир Волинов Борис Валентинович
Бортінженер Жолобов Віталій Михайлович
- Резервний

Командир Сарафанов Геннадій Васильович, Зудов В'ячеслав Дмитрович
Бортінженер Дьомін Лев Степанович, Рождественський Валерій Ілліч

## Політ
3 липня 1974 року о 18:51:08 UTC з космодрому Байконур запущено КК Союз-14 з екіпажем Попович, Артюхін.
4 липня КК Союз-14 зістикувався з орбітальною станцією (ОС) Салют-3 (Алмаз-2).
На борту ОС в рамках військової програми спостерігали ракетні бази; проводили деякі медичні і біологічні експерименти, зокрема космонавти щодня протягом 2 годин здійснювали вправи для боротьби з негативним впливом невагомості.
19 липня в 9:03 UTC КК Союз-14 відстикувався від ОС Салют-3 (Алмаз-2).
19 липня в 12:21:36 UTC КК Союз-14 приземлився за 140 км на південний схід від міста Джезказган, за 2 км від запланованого місця.